# 大山駅 (東京都)
大山駅（おおやまえき）は、東京都板橋区大山町にある東武鉄道東上本線の駅である。駅番号はTJ 04。板橋区最南端の駅。

## 駅名の由来
江戸時代頃、相模国大山の阿夫利神社に参詣することを「大山詣り」といった。当時、志村・板橋宿・赤羽・王子方面から田無・府中を経て大山に向かう人が多く、その道筋を「大山街道（富士街道）」といい、板橋宿近辺からこの辺りに街道が伸びていたことから、また、現在の東京都健康長寿医療センターの辺りにかつて広い丘があり、それを「大山」と呼んでいたことから、という二つの説がある。このように大山と呼ばれるようになった地域付近で1931年（昭和6年）に東上鉄道の駅として開業したのが大山駅である。

## 歴史
- 1931年（昭和6年）8月25日：開業[1]。
- 1977年（昭和52年）：第14号踏切が地下道となり除却され、ホーム有効長を10両編成対応に延長。
- 2009年（平成21年）3月：エレベーターを新設。多機能トイレを上りホームに移設。
- 2011年（平成23年）3月17日：TJ 04の駅ナンバリングを導入。
- 2019年（令和元年）12月20日：連続立体交差事業の都市計画が決定[6]。
- 2021年（令和3年）12月20日：国土交通省から都市計画事業の認可を取得[7]。
- 2022年（令和4年）7月28日：連続立体交差事業に着手[8]。
- 2030年（令和12年）度：連続立体交差事業完了予定[9]。国土交通省関東運輸局の令和元年度統計資料によると、2032年3月（2031年度）の予定となっている[10]。

## 駅構造
相対式ホーム2面2線を有する地上駅。
かつてはホームの前後に踏切があった関係で、ホーム有効長は6両編成分であった。そのため8両編成の電車が停車する際には2両分はみ出すので、「大山対策車」という編成が用意され、ホームからはみ出す2両はドアカットを行った。10両編成はドアカットが行われていた当時、運行されていなかった。その後、池袋方面（現在のホームのほぼ中央に位置する）の踏切が地下道となったのに伴い解消された。
改札口は全部で3か所である。
下りホーム（1番線、成増方面）側
- 南口 - 成増方面（先頭1〜2号車付近）に位置
- 東口 - ホームほぼ中央（4～6号車付近）に位置

このうち東口には自動券売機・自動精算機がない。かつては臨時口扱いで、営業時間も「7時から22時まで」となっていたが、2022年10月より終日運用となっている。
上りホーム（2番線、池袋方面）側
- 北口 - ホームほぼ中央（4〜6号車付近）に位置

反対側のホームにある改札口へ行く際は、上下ホーム成増方面の階段をのぼった先の跨線橋か、または南口改札口付近（下りホーム）と上りホームを連絡するエレベーターと跨線橋を利用する。また、北口と東口は改札外側の地下道で結ばれているため、それぞれの改札口出口から逆側の出口へ行くことができる。
売店は南口の改札外側に存在する。南口改札外側には名代富士そばが出店していたが、2016年1月末で閉店し、現在は別の立ち食いそばの店舗が入居している。
東武池袋駅管区傘下の駅長配置駅で、中板橋駅を管理する。

### のりば
| 番線 | 路線   | 方向 | 行先     |
| ---- | ------ | ---- | -------- |
| 1    | 東上線 | 下り | 川越方面 |
| 2    | 東上線 | 上り | 池袋方面 |

### 発車ベル・発車メロディー
東上線の中間駅の多くは発車メロディが導入されているが、当駅1番線では未だに発車ベルが使用されている。
2番線は、2022年10月より発車メロディ  使用開始。

## 利用状況
2024年度の1日平均乗降人員は48,683人である。
各年度の1日平均乗降・乗車人員は下表の通りである。
| 年度               | 1日平均 乗降人員 | 1日平均 乗車人員 | 出典       |
| ------------------ | ---------------- | ---------------- | ---------- |
| 1978年（昭和53年） | 53,412           |                  |            |
| 1990年（平成02年） |                  | 26,819           | [ * 1 ]    |
| 1991年（平成03年） |                  | 27,563           | [ * 2 ]    |
| 1992年（平成04年） |                  | 27,501           | [ * 3 ]    |
| 1993年（平成05年） |                  | 26,899           | [ * 4 ]    |
| 1994年（平成06年） | 53,973           | 25,923           | [ * 5 ]    |
| 1995年（平成07年） |                  | 25,519           | [ * 6 ]    |
| 1996年（平成08年） |                  | 24,893           | [ * 7 ]    |
| 1997年（平成09年） |                  | 24,405           | [ * 8 ]    |
| 1998年（平成10年） | 49,784           | 24,638           | [ * 9 ]    |
| 1999年（平成11年） | 49,814           | 24,642           | [ * 10 ]   |
| 2000年（平成12年） | 49,878           | 24,652           | [ * 11 ]   |
| 2001年（平成13年） | 50,827           | 25,058           | [ * 12 ]   |
| 2002年（平成14年） | 49,835           | 24,512           | [ * 13 ]   |
| 2003年（平成15年） | 49,282           | 24,167           | [ * 14 ]   |
| 2004年（平成16年） | 48,620           | 23,789           | [ * 15 ]   |
| 2005年（平成17年） | 48,098           | 23,553           | [ * 16 ]   |
| 2006年（平成18年） | 47,191           | 23,107           | [ * 17 ]   |
| 2007年（平成19年） | 47,635           | 23,505           | [ * 18 ]   |
| 2008年（平成20年） | 47,676           | 23,668           | [ * 19 ]   |
| 2009年（平成21年） | 47,028           | 23,479           | [ * 20 ]   |
| 2010年（平成22年） | 46,727           | 23,327           | [ * 21 ]   |
| 2011年（平成23年） | 46,588           | 23,301           | [ * 22 ]   |
| 2012年（平成24年） | 48,733           | 24,424           | [ * 23 ]   |
| 2013年（平成25年） | 49,563           | 24,827           | [ * 24 ]   |
| 2014年（平成26年） | 49,419           | 24,739           | [ * 25 ]   |
| 2015年（平成27年） | 50,539           | 25,298           | [ * 26 ]   |
| 2016年（平成28年） | 51,086           | 25,603           | [ * 27 ]   |
| 2017年（平成29年） | 51,813           | 25,959           | [ * 28 ]   |
| 2018年（平成30年） | 52,407           | 26,258           | [ * 29 ]   |
| 2019年（令和元年） | 52,049           | 26,077           | [ * 30 ]   |
| 2020年（令和02年） | 39,845           |                  |            |
| 2021年（令和03年） | 41,967           | 20,996           | [ 東武 3 ] |
| 2022年（令和04年） | 44,307           | 22,134           | [ 東武 4 ] |
| 2023年（令和05年） | 46,657           | 23,300           | [ 東武 5 ] |
| 2024年（令和06年） | 48,683           | 24,299           | [ 東武 1 ] |

## 駅周辺
駅を出るとハッピーロード大山商店街（南口）、遊座大山商店街（北口）に出る。南口を出て右手に踏切が設置されているが、2つの商店街をまたぐために非常に横断者が多い。
- 日本大学医学部附属板橋病院
- 東京都保健医療公社豊島病院
- 東京都健康長寿医療センター
- 板橋区立文化会館
- 都税事務所
- 板橋税務署
- 板橋区役所
- 板橋区立グリーンホール
- 板橋区役所仲町区民事務所
  - 仲町地域センター
- 都営地下鉄三田線板橋区役所前駅 - 東に約800 m、徒歩約10分。
- 大山駅前郵便局
- 板橋ハッピーロード郵便局
- 板橋大山郵便局
- 東京都立板橋看護専門学校
- 社会医学研究センター
  - 農民連食品分析センター
- 中華料理 丸鶴（城咲仁の実家のラーメン店）
- コモディイイダ ハッピーロード大山店
- コモディイイダ 幸町店
- 東京信用金庫 大山支店

## バス路線
- 駅前にバス乗り場はないが、西側へ徒歩5 - 10分の川越街道上に第六小学校停留所と大山停留所の2か所があり、国際興業バスの路線が発着する。
  - [光02] 光が丘駅行き / 池袋駅東口行き
  - [赤51] 赤羽駅西口行き / 池袋駅東口行き
  - [赤97] 赤羽車庫行き / 池袋駅東口行き（本数少なめ）
  - [池55] 小茂根五丁目行き / 池袋駅東口行き
- 最寄停留所ではないものの、駅から東側へ10分ほど歩くと、大山東町停留所があり、国際興業バスの路線が発着する。
  - [池20] 高島平操車場行き / 池袋駅西口行き
  - [池21] 高島平駅行き / 池袋駅西口行き

## 隣の駅
東武鉄道
 東上本線
■TJライナー・■川越特急・■快速急行・■急行・■準急
通過
□普通
下板橋駅 (TJ 03) - 大山駅 (TJ 04) - 中板橋駅 (TJ 05)
かつて下板橋駅 - 大山駅間には金井窪駅が存在したが、東京大空襲による駅舎の被災に伴い1945年（昭和20年）4月15日に廃止された。